# Borek (powiat brzeski)
Borek – osada o statusie miejscowości podstawowej w Polsce położony w województwie opolskim, w powiecie brzeskim, w gminie Lubsza. Miejscowość wchodzi w skład sołectwa Mąkoszyce.
W latach 1975–1998 miejscowość administracyjnie należała do ówczesnego województwa opolskiego.

## Zabytki
Do wojewódzkiego rejestru zabytków wpisany jest zespół folwarczny ze spichrzem i stodołami z XIX w. (nie istnieje)